# Polionemobius taprobanensis
Polionemobius taprobanensis är en insektsart som först beskrevs av Walker, F. 1869.  Polionemobius taprobanensis ingår i släktet Polionemobius och familjen syrsor. Inga underarter finns listade i Catalogue of Life.